# Juan Vidal i Ramos
Juan Vidal i Ramos (Alacant, 29 d'agost de 1888 - 21 d'agost de 1975) va ser un arquitecte i acadèmic amb estudi particular, que va treballar per a les principals institucions de la província d'Alacant. A més a més, va ser president de la delegació alacantina del Col·legi d'Arquitectes de la Zona de València (COAZV) entre 1930 i 1936, i cofundador del Col·legi Territorial d'Arquitectes d'Alacant. Fou el creador de gran part del patrimoni arquitectònic alacantí al segle xx.

## Biografia
Va nàixer en el si d'una família acomodada, ja que el seu pare, Josep Vidal Bossío, era representant de comerç de productes per a la construcció. Va estudiar a l'Institut d'Alacant en l'etapa en què estava al carrer dels Reis Catòlics, on va coincidir amb Gabriel Miró. Com era bon dibuixant, va assistir juntament amb Miró a l'acadèmia d'art de Llorenç Casanova. A ningú va estranyar que fora a estudiar a l'Escola d'Arquitectura de Barcelona el 1908, on es va allotjar a la mateixa casa d'inquilins que Òscar Esplà i va ser company de classe d'Eusebi Bona i Puig. Allí fou alumne, entre d'altres, de Lluís Domènech i Muntaner i d'Alexandre Soler i March –figures destacades del modernisme català–, i es va impregnar de l'historicisme arquitectònic tan present a Barcelona. A més, com estava pensionat per l'Escola, va treballar a la restauració de la Seu Vella de Lleida, la catedral de Mallorca i la catedral de València. Als últims anys va dirigir obres de la restauració del Reial Monestir de Santa Maria de Poblet i li va sorgir l'ocasió de conéixer l'universal Antoni Gaudí mentre treballava al Temple Expiatori de la Sagrada Família.

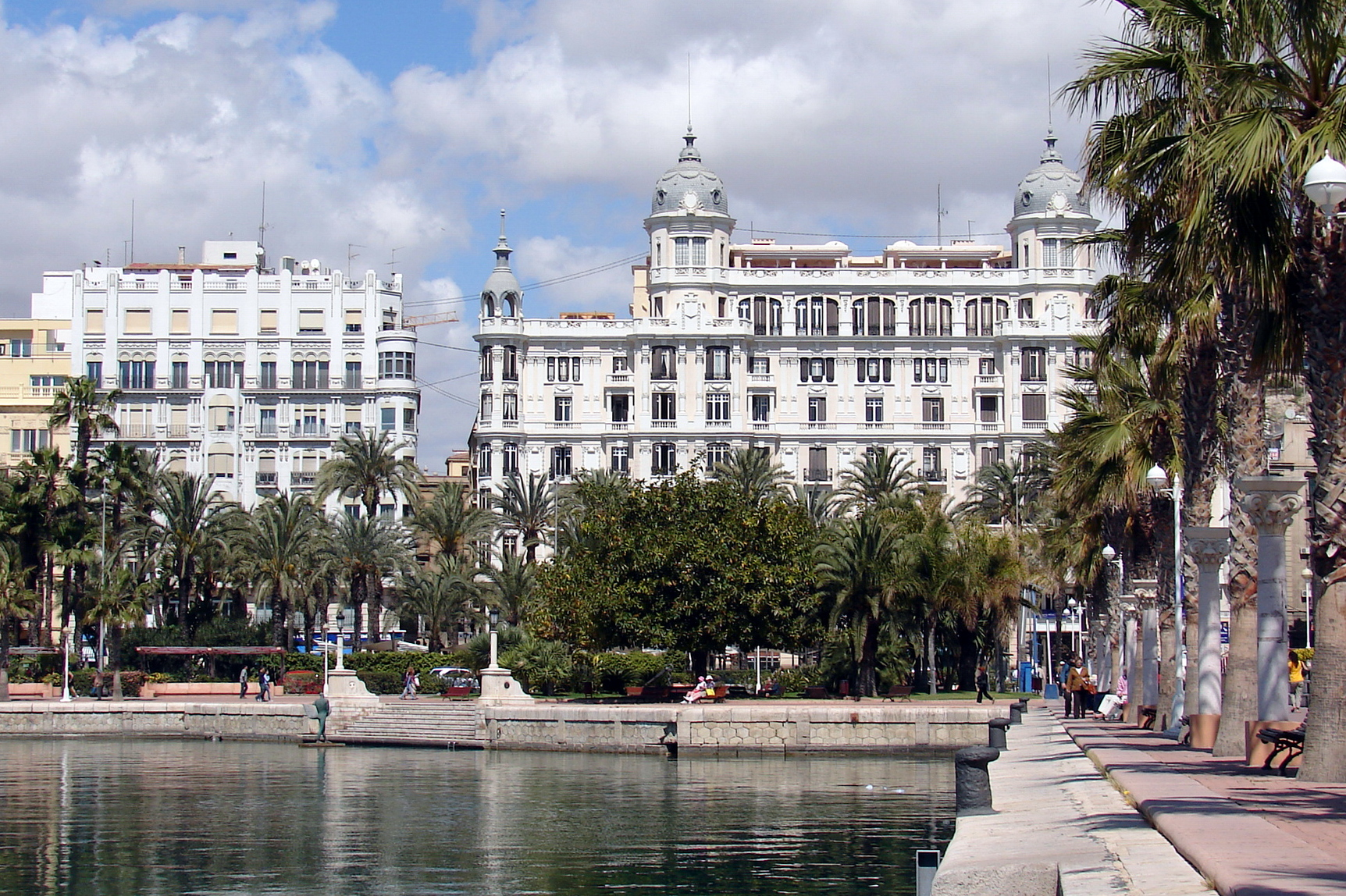
Casa Lamaignère (1918) a l'esquerra i Casa Carbonell (1924) a la dreta

Conclosos els estudis va tornar a Alacant, on va començar el 1917 com a inspector d'obres de l'Ajuntament —arribaria a ser l'arquitecte municipal— i va obrir el seu estudi al carrer de Sant Ferran, prop de la que seria la plaça de Gabriel Miró (un dels seus primers treballs va ser, precisament, reformar aquesta plaça). Encara que més tard es traslladaria a la placeta de la Mare de Déu del Remei. Vidal va iniciar la seua carrera amb un projecte innovador a l'Esplanada alacantina, la Casa Lamaignère (1918) amb Josep Espuch, on ja es poden apreciar les necessitats de la nova alta burgesia. L'estil d'aquest edifici s'emmarca dins de l'arquitectura eclèctica que va fer conegut a Vidal i Ramos, i que també es pot veure a la Casa Gomis-Iborra (1920) a la cantonada de l'avinguda d'Alfons el Savi i l'actual avinguda de la Constitució, projecte no conclòs perquè constava d'un àtic sota teulada que no es va realitzar. Al mateix temps es va compondre el grup que constituí l'avantguarda artística alacantina d'aquells temps, especialment des que l'escriptor Miró es va mudar al «Mas del Molí» en Benimantell, localitat de la Marina Baixa, on Vidal i Esplà, com també faria el pintor Emilio Varela, van fer-li moltes visites. Abans d'inaugurar el Mercat Central d'Alacant (1915-1922) va fer un edifici per a la família del farmacèutic Ángel Pascual i Devesa (1922) al final del carrer de Sant Francesc que no es conserva. Al projecte del Mercat, molt important per a Alacant, va intervindre amb més tècnics, perquè fou començat per Francisco Fajardo Guardiola, el 1915 i l'enginyer Lafarga. Després va treballar a la reforma de la seu-palauet de la «Caixa d'Estalvis i Mont de Pietat d'Alacant» en Sant Ferran (1918-1923) creant un edifici molt academicista, on unes «gaudinianes» columnes reforcen la porta d'entrada buscant transmetre seguretat i solidesa, així com els relleus del pintor i escultor Vicente Bañuls Aracil (també antic alumne a l'acadèmia de Casanova) amb unes cariàtides a l'últim nivell. El seu grup de tertúlia va créixer amb antics i nous amics com el regidor, acadèmic i expresident de la Caixa d'Estalvis José Guardiola i Ortiz, o el seu gendre, l'economista Germán Bernacer. També destaquem una reforma amb el xicotet «Central Cinema» (1923), on va poder fer la remodelació d'un antic café-varietés de Luis Martínez, on destacava un arc modernista que dominava la façana tallat per una marquesina i va deixar l'Ajuntament, finalitzat el seu treball de desmuntatge del passeig que hi havia en la Rambla, per a encarregar-se del departament d'obres de la Diputació d'Alacant com a arquitecte; després seria anomenat membre de la Comissió Provincial de Monuments amb Francesc Figueras i Pacheco, càrrecs compatibles amb la seua activitat particular.
Prompte es va inaugurar l'edifici Carbonell (1924) on va repetir l'estructura jeràrquica i l'ornamentació (blasons, garlandes, medallons…) del Lamaignère amb cúpules però més grandiós i el nou president de la Diputació, Pascual Mas i Mas, li va encarregar formalment la construcció d'un nou hospital per a la Beneficència provincial encara que era un projecte de l'anterior president. El 1924 també faria un cinema per a l'empresari L. Martínez, el «Monumental-Salón Moderno», al costat del Mercat Central, a la façana principal amb forts elements modernistes: les columnes en pòrtic suportant el sostre del hall d'accés a l'ampli saló del pati de butaques, on destacava el balcó interior de la primera planta volada i reculada amb galliner. A l'exterior el mateix primer pis era exalçat per un mirador ornamentat amb un arc central on se situaven els atlants, el tercer pis amb relleus i la cornisa amb balustre i pinacles. A l'any següent destaquem l'edifici de pisos de lloguer pel cònsol francés Bardin –al costat de la casa palauet d'aqueixa família en Sant Ferran– tant d'estètica com d'estructura Beaux Arts, un altre per a R. Alberola a l'avinguda de la Constitució (1924-1930) amb elements renaixentistes i barrocs alacantins i amb els balcons del principal jerarquitzant i sobreïxen els ràfecs de la coberta de fusta de la teulada; el xalet del seu amic el músic Esplà en Benalua com després tornaria a fer al xalet de Centella i també la reforma del Casino d'Alacant (1925), original modernista del seu antecessor José Guardiola Picó, on va oferir un disseny amb elements platerescos i classicistes; justament l'any que es va celebrar l'Exposició d'Arts Decoratives de 1925 a París i va a ser anomenat arquitecte de la Cambra de la Propietat Urbana alacantina. Des de 1926 va fer xalets al barri «Ciutat Jardí» dissenyat per F. Fajardo per a una cooperativa d'habitatges promoguda per metges. A l'eix de l'avinguda de la Constitució va encarregar-se de fer una seu per a la Beneficència municipal dirigida pel metge Pascual Pérez i Martínez: la Casa de Socors (1925-1927) localitzada per una torrassa a la cantonada i culminada per finestres redones. Poc després el president Pascual Mas li va encarregar el disseny i construcció d'una seu fixa per a la institució provincial per antonomàsia que albergara un saló de plens per la corporació provincial i la seua Administració. A l'any 1928, mentre es finalitzava al carrer de Lopéz Torregrosa un edifici de pisos amb un xicotet mirador circular va intervindre, per primera vegada, a l'urbanisme i construcció d'una àrea completa amb la ampliació (1929) del «Barri Obrer» promogut pel Cercle catòlic –sota la Llei de Cases Barates– amb el «Banc d'Estalvis i Construcció»
dins del hui barri Bonavista de la Creu i van començar les obres del futur palau de la Diputació. Per aqueixa zona va alçar molts edificis particulars, com a la plaça dels Estels dels quals només romanen l'edifici de José Sevilla (1930) al cantó amb l'avinguda de l'Estació i un altre edifici de pisos al cantó amb General Lacy; al altre costat de la plaça, al passeig de Marvà, l'Escola Francesa. Va ser en aqueixos anys quan va ingressar a la Reial Acadèmia de Belles Arts de San Fernando.

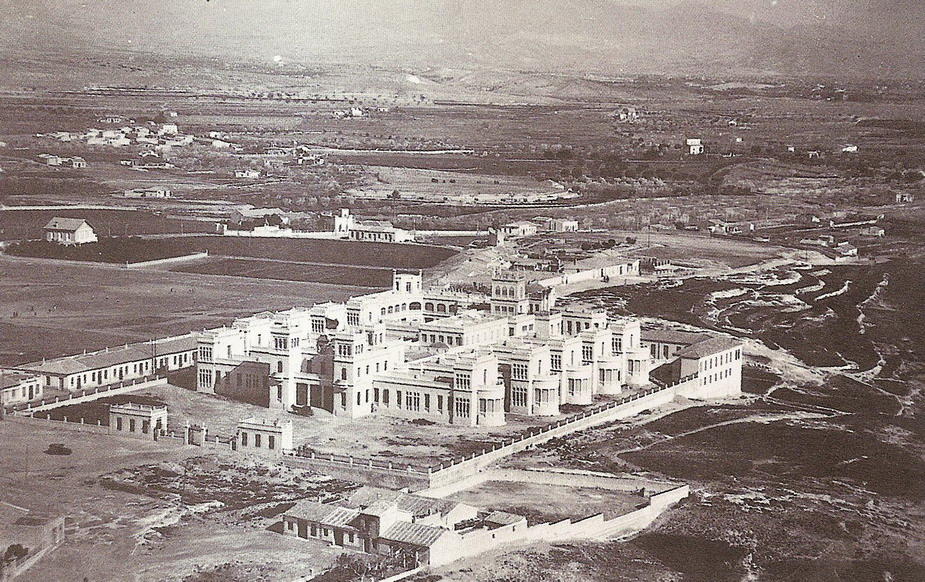
L'Hospital provincial d'Alacant

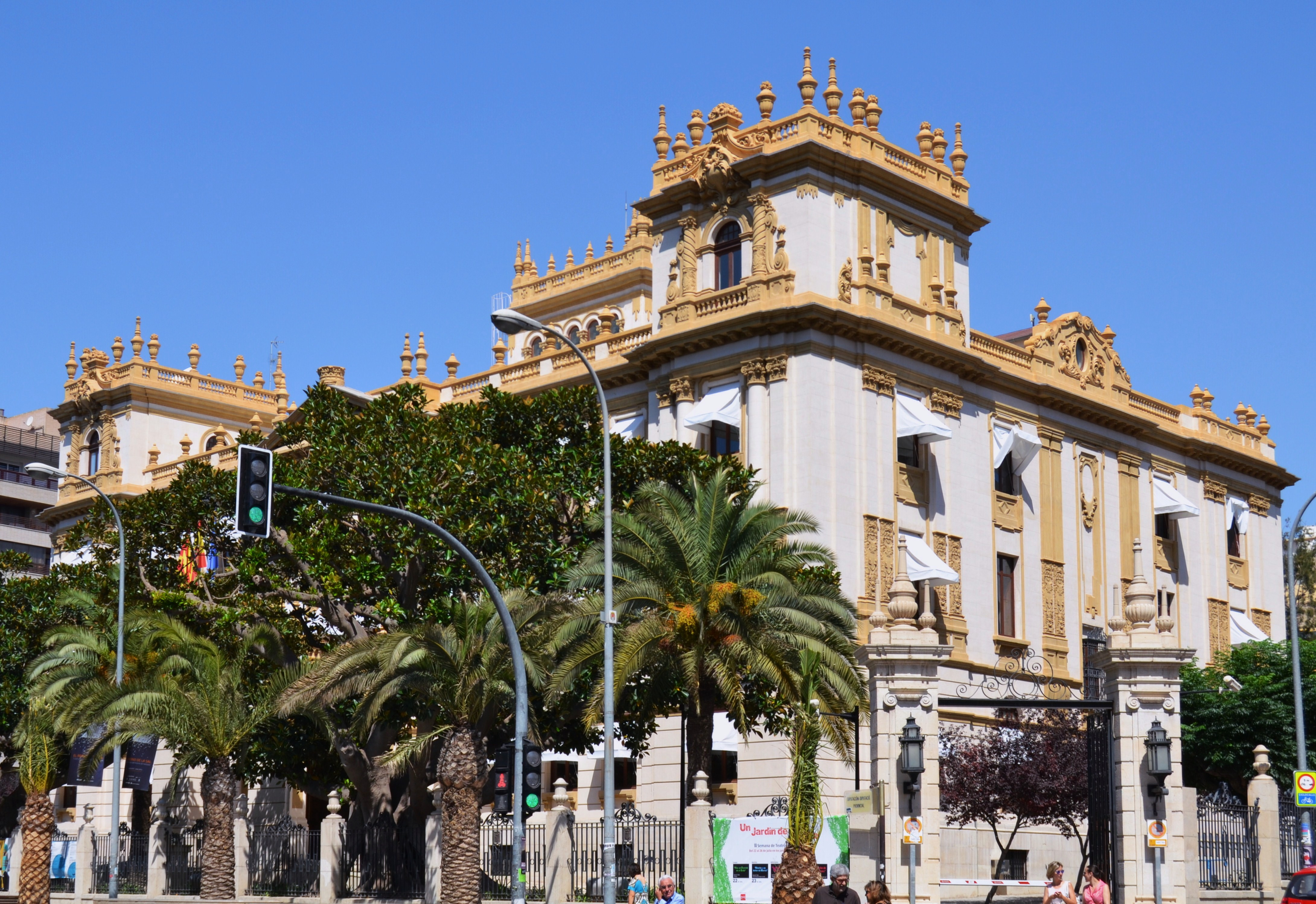
Palau de la Diputació d'Alacant (1928-1931)

Al començament de la Segona República Espanyola es va inaugurar, encara que ja estava en funcionament, el nou Hospital provincial d'Alacant on destaca una moderna distribució –fou ben assessorat pels metges de la Diputació– amb influences de l'Hospital de Maudes, obra d'Antonio Palacios, i la seua capella neogòtica, també va prendre possessió del Palau Provincial d'Alacant, el nou president Franklin Albricias Goetz, construcció eclèctica amb simetries neoclàssiques i no obstant això neobarroc als detalls presents al patrimoni de tota la província, una posada en valor de l'art local tal com va proposar Quatremère de Quincy, més de cent anys abans als seus tractats d'arquitectura; d'altra banda també fou un any de tristesa perquè va ser l'any de la defunció de la seua dona Dolores Ramos. 1932 fou un any important per a Alacant, va produir-se la visita del president de la República Niceto Alcalá-Zamora que va assistir, entre altres esdeveniments, a la inauguració del 'Museu Arqueològic provincial' dins del Palau seu de la Diputació i Vidal va anar amb el president; a més va inaugurar un edifici per a la família Bergé –també d'origen francés– formant xamfrà i amb cúpula rematant els miradors de l'última planta –encara més al del xamfrà–, on va concentrar l'ornamentació d'influència «beauxartià». En paral·lel a tot això, l'èxit al seu treball li havia proporcionat un lloc a l'elit cultural –ateneista i acadèmic–, però també li va introduir als rotaris, fins i tot seria elegit president del «Club Rotary» alacantí. El treball no escassejava encara i la següent obra a escometre seria el Col·legi de les Carolines Altes (hui «9 d'octubre»), més tard una casa al final del passeig de Federico Soto (1934), enfront de l'edifici que havia construït per al «Banco Coca», i a l'any 1935 no gaire lluny d'allí, en Marvà, un altre per al contractista d'obres Torregrosa. 1936 fou l'any de l'edifici del carrer dels Reis Catòlics 26, llavors Joaquín Costa, però quan la situació econòmica es posa difícil i l'ambient pre-bèl·lic es va estendre va tancar el seu estudi, va deixar el seu pis al centre de la ciutat i va anar-se'n a viure a un xalet aleshores de la contornada pròxim a l'Albufereta; a l'inici de la Guerra Civil espanyola es va traslladar a un mas que tenia a la serra d'Aitana anomenat «El Clot del Pi» després de casar-se amb MªDolores Soto Chàpuli, neta per via materna d'un important contractista del segle xix a Alacant. Finalitzada la guerra i instaurat el franquisme, després d'uns treballs en col·laboració amb Josep Ivañez Baldó i altres, Vidal va obrir amb Julio Ruiz Olmos estudi d'arquitectura (1940-63) al carrer de Sant Ferran 7 des d'on va començar a restaurar el Teatre Principal i el Casino, afectats pel bombardeig d'Alacant (1938), i també reconstruir balnearis «L'Aliança» i «L'Alhambra» enfront del passeig de Gómiz. Dins de la Cocatedral de Sant Nicolau de Bari va dissenyar la capella del «Crist de la Bona Mort» per a una cofraria religiosa i pel Bisbat d'Oriola-Alacant, va haver de reconstruir l'altar major del Monestir de la Santa Faç perquè va albergar una Txeca durant la Guerra Civil i l'interior estava destrossat; més tard seria el nou Convent de les Clarisses Caputxines (1945) darrere de l'actual sucursal del Banc d'Espanya i una nova Església de Sant Joan Baptiste (1949) pel barri de Benalua, amb la col·laboració de Figueras Pacheco membre de la Junta de Reconstrucció, per causa de la crema de convents de 1931 a Espanya. En aqueixa època va contractar com a delineant al pintor Miguel Abad Miró, nebot en segon grau de Gabriel Miró (1930†). Destaquem projectes a la Rambla, com algú edifici de pisos (la casa del topògraf J. Caturla) però sobretot edificis de lloguer per a mercantils, amb oficines o comerços a la planta baixa i l'entresol, amb habitatges al cos central on prevalen a la façana els incipients balcons-terrassa sobre les finestres, i l'escalonament als últims nivells propi de l'art déco però als que destaca l'equilibri volumètric del racionalisme arquitectònic, com el del comerciant Evarist Marimón (1941), en aquest cas amb unes esbosses mínimes.

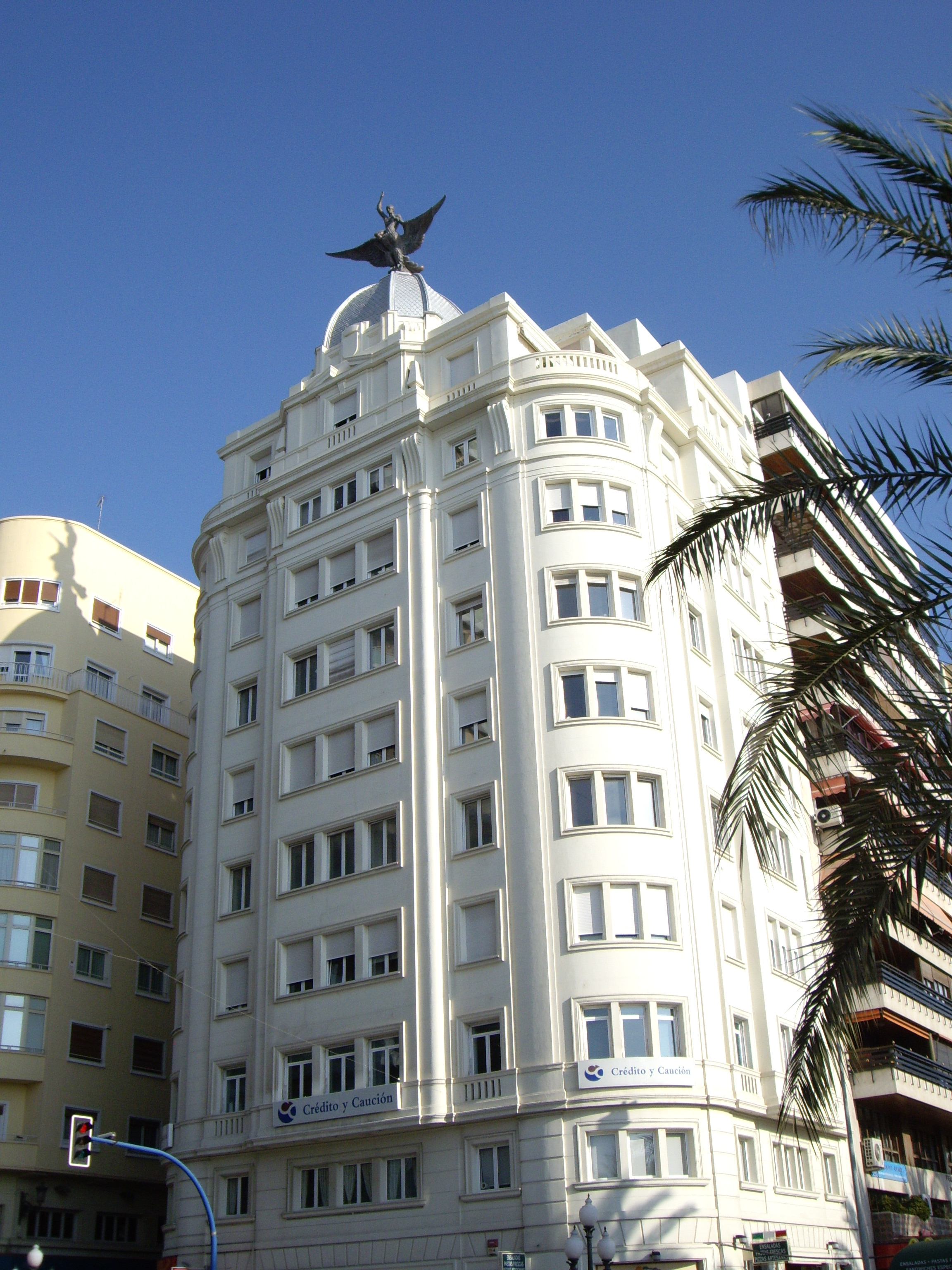
Seu de La Unión y el Fénix, Alacant

També edificis corporatius per a la companyia d'assegurances «La Unión y el Fénix» (1942) –a la mateixa illa urbana que el seu Hotel Victoria– inspirat per un treball d'Eusebi Bona, amb jerarquies ben clares per les balconades al pis principal i l'últim, rematat tot per una cúpula amb l'escultura símbol de l'empresa tot molt «beauxartià» o l'edifici «Banc Vitalicio» per a Alacant (1943) seguint l'estil marcat per Lluís Bonet i Garí a la seu de Barcelona –dissenyada abans de la guerra– però amb l'última secció de l'edifici a contre-courbe; molt al contrari que la casa de la família navarresa San Martín (1944) cap al final de l'Esplanada, de formes casticistes-regionalistes. Però aqueix any de 1943 es va produir l'explosió de l'Armeria El Gato en Alacant que estava al costat de la plaça de l'Ajuntament, i que a més de destrossar vides (17 morts i 123 malalts) també va destrossar tot l'entorn, on Vidal va tindre l'oportunitat de rehabilitar i fer una nova –neorenaixentista– per la casa de Balbina Gomiz (1952) al porxe d'Ansaldo. Una altra corporació, Banesto li va encarregar la construcció del seu edifici a Alacant, on estava l'anterior sucursal del Banc d'Espanya localitzat a un edifici que pertanyia a les dependències militars de l'antiga porta medieval anomenada Portal d'Elx, i no va oblidar posar –de nou– una representació de la Santa Faç en la façana lateral com hi havia en quasi totes les portes de la ciutat d'ençà el segle xvii.

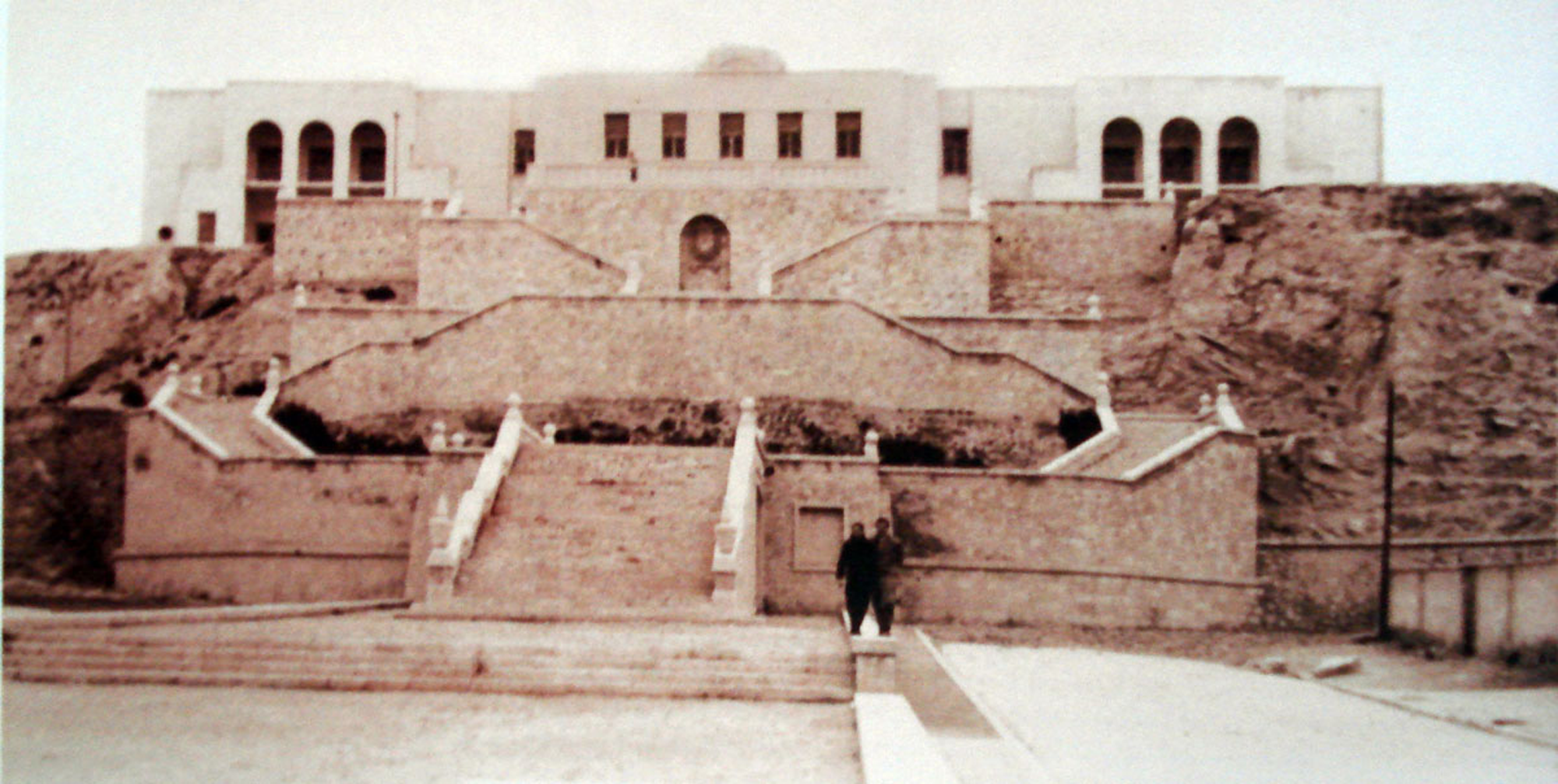
IES Jorge Juan (1953)

A l'any següent va ser el nou Institut de batxillerat (1953) –hui IES Jorge Juan– on es pot apreciar aqueixa evolució cap a una estètica més neta sense ornamentació a les façanes, on destaquen els arcs romans dels pòrtics simètrics, molt en comú amb Francesc Folguera i Grassi, que repetiria en el Psiquiàtric. A més va participar novament a un barri, promogut aleshores per la «Caixa d'Estalvis d'Alacant i Múrcia» –successora de l'anterior–, exactament a una de les fases del projecte «Sagrada Família» (1953-59), nou barri connectat al sud amb el nucli de població per una secció del complex industrial de l'antiga fàbrica de «Motors Elèctriques Fills d'Antonio Maria SL» al carrer de Sant Mateu i prop d'on ja havia parcel·lat com a funcionari municipal. El seu últim projecte fou l'anomenada Torre Provincial (1956-1960) per la C.A.P.A., la «Caixa d'Estalvis Provincial d'Alacant» de la Diputació, amb la col·laboració del seu soci Ruiz Olmos i Francisco Muñoz, a l'eixample de la Rambla, on es va apreciar la seua capacitat d'adaptació als nous temps amb l'edifici més alt d'Alacant, amb 15 plantes únicament d'oficines que va revolucionar l'arquitectura alacantina. Petit gratacels amb les façanes exemptes, excepte pels relleus d'Enrique Pérez Comendador i uns innovadors panells de finestres d'acer a l'estil Le Corbusier. L'any 1957 es va jubilar com a arquitecte provincial (1923-1957) i respecte al seu estudi particular encara acceptaria alguns encàrrecs particulars com el de J. Ribelles a principi dels anys 1960 que va consistir en actuacions a la façana i d'addició d'un àtic, a l'últim edifici de l'Esplanada –amb entrada per darrere a Sant Ferran, 49– propietat de la seua dona Rita Barraquer, membre de la família dels oftalmòlegs, que d'alguna manera constituïx una metàfora de l'activitat del seu estudi perquè en aqueix passeig va començar i va acabar; a l'any 1964 sol·licità la baixa al Col·legi d'Arquitectes Territorial.
A l'inici dels anys 1970, al mateix temps que al seu amic Òscar Esplà, l'Ajuntament li va posar el seu nom a un carrer al costat de l'Hospital provincial al barri del Pla, on va haver-hi un cinema que havia projectat. El reconeixement a un home amb el poder de transformació, de crear patrimoni per mitjà de l'arquitectura i amb la capacitat d'esbrinar el que necessitaven els seus clients.